# NGC 3861
NGC 3861 في الفهرس العام الجديد، هي مجرة، تقع في كوكبة الأسد. اكتشفت في 23 مارس 1827 بواسطة جون هيرشل.

## روابط خارجية
- NGC 3861 على موقع ويكي سكاي: DSS2, SDSS, GALEX, IRAS, Hydrogen α, X-Ray, Astrophoto, Sky Map, Articles and images